# ARM Cortex-A9 MPCore
L'ARM Cortex-A9 MPCore è un processore multicore 32-bit che può avere fino a 4 core Cortex basati su instruction set ARMv7 e dotati di gestione coerente della cache.

## Caratteristiche
Le caratteristiche chiave di ogni core Cortex-A9 sono:
- Core superscalare con esecuzione fuori ordine speculatore che fornisce  2.50 DMIPS/MHz/core.[2]
- Istruzioni SIMD NEON  in grado di eseguire fino a 16 operazioni per istruzione (opzionali).
- Unità di calcolo in virgola mobile VFPv3 che fornisce il doppio delle prestazioni della precedente unità ARM (opzionale).
- Set di istruzione Thumb-2 che riduce la dimensione dei programmi con una minima riduzione delle prestazioni.
- Estensione per la sicurezza TrustZone.
- Jazelle DBX sper l'esecuzione del codice Java.
- Jazelle RCT per la compilazione JIT.
- Program Trace Macrocell e CoreSight Design Kit per il tracciamento non intrusivo delle istruzioni eseguite.
- Controller cache L2 (0-4 MB).
- Elaborazione dual-core.

ARM dichiara che l'implementazione TSMC 40G può operare a 2 Ghz di frequenza come singolo core e occupa 1.5 mm2 (senza cache) con il processo di fabbricazione TSMC 65 nanometri (nm). Questo processore alla frequenza di 1 GHz consuma meno di 250 mW per core.

## Implementazioni
Diversi sistemi system-on-a-chip implementano il core Cortex-A9:
- Apple A5
- Nvidia Tegra 2
- Nvidia Tegra (Kal-El)
- Samsung Exynos 4210[5]
- PS Vita
- ST-Ericsson NovaThor U8500[6]
- Texas Instruments OMAP4